# Миран-шах
Джалал-ад-дин Миран-шах (1366-1408) — третий сын Тимура, наместник Хорасана в 1380-1399 годах. Матерью Миран-шаха была Менглибек Джан Курбани.

## Юность
В 1380 году, в четырнадцатилетнем возрасте, Миран-шах первый раз принял участие в походе на Хорасан. Именно тогда о нём современники начинают отзываться как о доблестном воине, несмотря на юный возраст. В 1376 году, после смерти брата Джахангира, Миран-шах женится на внучке Узбек-хана Ханзаде бегим, которая становится его главной женой. Также его женами были Даулат Гелди, дочь Паянд Султана из племени барлас и Урун Султан, дочь Суюргатмыш-хана.
В 1383 году Тимур назначает Миран-шаха правителем Хорасана.

## Последующие годы
В 1392 во время «пятилетнего похода» Миран-шах был назначен правителем Закавказья, а в 1393 году Тимур назначил 27-летнего Мираншаха наместником в Северном Иране, Ираке. Центром наместничества был город Султания в северном Иране.
Дети Тимура использовали в официальной документации персидский и тюркские языки. В 1398 году Мираншах приказал составить официальный документ на тюркском языке уйгурским шрифтом
Трагическое падение с лошади осенью 1396 года отрицательно сказалось на здоровье Миран-шаха. Повредив при этом падении голову и лицо. Искусные врачи и хирурги сделали всё возможное и восстановили его физическое здоровье, но сознание его осталось помутненным (букв, «туман окутал уравновешенный центр его сознания»)
В 1400 году, во время «семилетнего похода», в области управляемой Миран-шахом начались волнения, и Тимур низложил своего сына, подавил волнения и разбил вторгшихся в его владения врагов.
За всю жизнь Миран-шах принимал участие почти во всех походах Тимура. Известно, что он был активным политическим деятелем и до 1400 года пользовался доверием своего отца.
В 1403 году он принимал испанского посла Руи Гонзалес де Клавихо.
Клавихо видел Миран-шаха в Султании и описывает встречу с ним следующим образом:

В четверг, двадцать шестого июня, в полдень приехали в большой город Солтанию и там застали Миаха Мирассу (Мираншаха), старшего сына Тамурбека. На другой день, в пятницу, утром отправились к этому Мираха Мирассе. А так как у них принято, если кто-нибудь приезжает, дарить подарки, то посланники взяли с собой разные вещи: суконные и шерстяные одежды, что они очень ценят, прочие [предметы] — и [все это] отвезли к этому Миаха Мирассе. Застали его во дворце, где рядом был большой сад и где находилось много вооруженных людей. Он принял их очень хорошо, пригласил к себе в шатер, где восседал, и спросил о здоровье короля [Кастилии], нашего сеньора. Поговорив немного, [посланники] пошли пировать, и ели они по их обычаю, а когда собрались уезжать, [Мираха Мирасса] приказал одеть их в платье из камки..
В 1405 году после смерти Тимура сын Миран-шаха Халиль-Султан захватил власть в Мавераннахре.

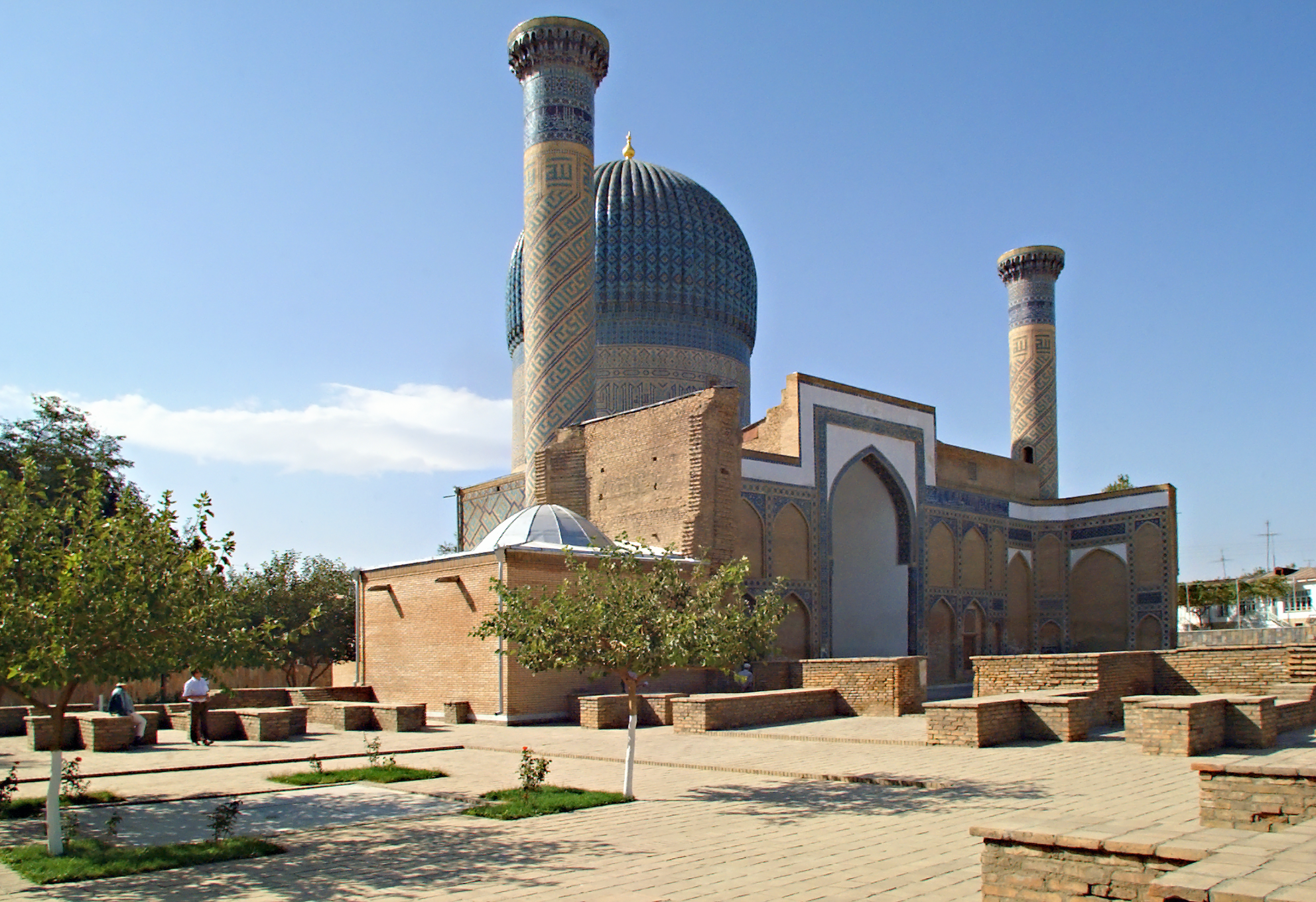
мавзолей Гур Эмир

## Смерть
После смерти Тимура старший сын Миран Шаха — Абу Бакр-мирза прочитал хутбу и отчеканил монеты с именем отца. Сам Миран шах жил преимущественно в Тебризе, и все дела верховной власти продолжал мирза Абу Бакр. 24 числа месяца зу-ль-каада 810 г.х. (21 апреля 1408 года) он был убит в сражении с войсками династии Кара-Коюнлу под предводительством Кара Юсуфа в окрестностях Тебриза.
Он был похоронен в фамильной усыпальнице Тимуридов в Гур Эмире в Самарканде.

## Дети и потомки
У Мираншаха было три жены и множество наложниц; они были матерями одиннадцати сыновей и шести дочерей. Сыновьями от жён были: Саид Ахмед, Абу Бакр, Умар, Халиль-Султан и Мухаммед Касим. Сыновьями от наложниц: Султан Мухаммед, Джамшид, Карачар, Мухаммад Тимур, Иджил и Суюргатмыш. Его внук Абу-Сеид — сын Султан Мухаммеда, возглавил государство Тимуридов в Мавераннахре в 1451 году. Потомок Миран-шаха Захир ад-дин Мухаммад Бабур стал основателем государства в Индии (1526—1858).

## Перстень Миран-шаха
В 1885 году востоковед Н. Веселовский приобрел в Самарканде датированный перстень с именем Миран-шаха. Основную часть перстня Миран-шаха составляет вставка, исполненная из изумруда миндалевидной формы, вся покрытая надписью. Камень заключен в золотую оправу. Надпись на перстне Миран-шаха содержит следующий текст: «Эмир эль-умра Азербейджана мирза Миран-шах, сын эмира сахиб-кырана, эмира Тимура Гуркана, 802 год (хиджры)» (1399—1400 г.).